# Герасименко Дмитро Дмитрович
Дмитро́ Дмитрович Герасиме́нко — полковник Збройних сил України, учасник російсько-української війни. Командир 108 ОБрТрО.

## Життєпис
Закінчив Оріхівську гімназію, Вище училище Національної гвардії. Служив у внутрішніх військах, по тому — в охоронних структурах.
Доброволець з березня 2014-го. Командував ротою, станом на січень 2016-го — 23-м окремим мотопіхотним батальйоном .
Одружений, з дружиною виховують двох синів. Мама Дмитра займається волонтерською діяльністю, опікується батальйоном сина.
Виконував заступника командира 56 ОМПБр і розглядався на посаду комбрига 56 ОМПБр .
На початку повномасштабного вторгнення входив до штабу оборони Запоріжжя і завдяки тому, що чудово знав місцевість, зміг оперативно визначити, за якими напрямками ворог зможе просуватися, а за якими ні. У результаті було грамотно побудовано систему захисних інженерно-фортифікаційних споруд.
В вересні 2022—го року став командиром 108 ОБрТрО.

## Нагороди
- 15 вересня 2015 року — орден Богдана Хмельницького III ступеня. За особисту мужність, сумлінне та бездоганне служіння Українському народові, зразкове виконання військового обов'язку